# بسكويت

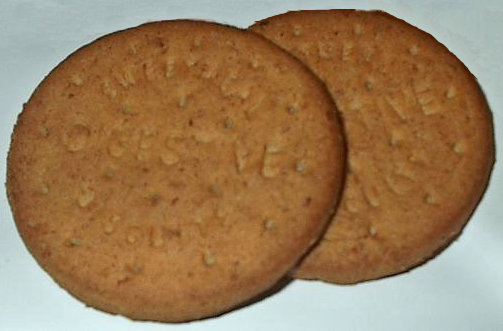
بسكويت بريطاني

البَسْكَوِيت من المخبوزات الغربية، وهو عجين يحلى بخلطه مثلا بالشوكولاتة أو السكر.
أصل الاسم من اللاتينية عبر اللغة الفرنسية المتوسطة، وتعني المخبوز مرتين. في الإيطالية كلمة بيسكوتي (biscotti) تعني أي نوع من الكعك الصغير المحلّى أو المقرمشات.
ويصنع البسكويت من الدقيق والسكر والسمن والماء والمواد الرافعة ومواد محسنة للعجين وإنزيمات ومنتجات حليب بعض المكسرات وروائح والوان وأحماض عضوية مثل الستريك والكاكاو ونخالة القمح ودقيق الارز ومكونات أخرى.

## التاريخ
بدأت فكرة إنتاج البسكويت مع الحاجة إلى طعام مغذي، يصلح لفترة طويلة، يسهل تناوله، حمله والتنقل به خاصة في الرحلات البحرية الطويلة التي قد تستغرق شهور وسنوات.
في البداية تم الاعتماد على اصطحاب بعض الحيوانات والطيور في الرحلة مع وجود طاهي ولكن لم تفي بالغرض لأنها كانت تشغل مساحة كبيرة جداً من السفن والمراكب.
لذلك لجأت الجيوش قديماً إلى الصيد أو الاعتماد على المؤن التي يتم العثور عليها في محل خدمتهم.
ومع بداية إدخال الحبوب الغذائية في الطهي ومعرفة الدقيق، باتت مصدراً مهماً للغذاء:
- حيث صنع التجار المصريون خبزاً هشاً من نبات الدخن عرف باسم (عيش الدرة).
- وصنع الرومانيون بسكويت (buccellum)، تم وصفه في كتاب الطهي الروماني للطاهي المعروف (ماركوس غافيوس أبيشيوس) وهو عبارة عن عجينة سميكة من دقيق القمح يتم فردها في صحن ثم تُغلى على النار وعندما تجف وتصبح أكثر صلابة يتم تقطيعها ثم قليها في الزيت حتى تصبح هاشة وتقدم مع العسل أو الفلفل.

أعتقد الكثير من الأطباء الأوائل أن معظم المشكلات الصحية آنذاك كانت متعلقة بالهضم لذلك اقترحوا عدم الإسراف في تناول البسكويت وتقليل الحصة اليومية منه تجنباً للأمراض.
لوحظ في ذلك الوقت أن البسكويت يصبح طرياً وهشاً كلما طالت مدة حفظه لذلك حاول الخبازون صنع بسكويت جاف وأكثر صلابة ومن هنا أصبح الطعام المناسب للتنقل والسفر، فالبسكويت الخاص بالأساطيل البحرية يمكنه تحمل الظروف القاسية ودرجات الحرارة المرتفعة دون أن يفسد، لذلك من أجل الرحلات الطويلة يتم خبز البسكويت أربع مرات بدلاً من اثنتين (الأكثر شيوعاً آنذاك)، وليصبح مناسب للأكل يتم تلين البسكويت بغمره في أجاج، قهوة أو أي سائل أو طهيه في مقلاة مع الطعام.
في عام 1588 كان على متن السفينة البحرية الخاصة بالملكية البريطانية رطل كامل من البسكويت وغالون من الخمر.
يعتبر صموئيل بيبس أول من زود التموين البحري بالعديد من الحصص الغذائية وكان ذلك في عام 1667.
خلال فترة حكم الملكة فيكتوريا بدأ تصنيع البسكويت الخاص بالبحرية الملكية البريطانية آلياً، وكان يُصنع في الورشة الملكية للتموين التي تقع في (كلارينس)، غوسبورت بمقاطعة هامبشاير وكانت تدمغ بحرف من اسم الملكة ويدون عليها رقم الفرن الذي تم خبزها به.
ظل البسكويت على رأس قائمة التموين البحري لسفن البريطانية حتى بداية ظهور الطعام المعلب، حيث تم إضافة اللحم البقري المعلب لأول مرة للقائمة الغذائية في البحرية البريطانية عام 1874.

### مراحل تتطور البسكويت
كان البسكويت في بداية ظهوره صلب، جاف وبدون سكر، وكان من المعروف في المخابز انه يتم صنعه بعد الخبز (أي عندما يبرد الفرن)، حيث كان نوع رخيص من الدعم الخاص بالفقراء.
في القرن السابع تعلم طهاة الإمبراطورية الفارسية من أسلافهم تقنيات التسخين وكيفية طهي الخبز المصنوع من البيض، الزبدة والكريمة وطريقة تحليتها بالعسل والفواكه.
ويعتبر من أول أنواع البسكويت المتبل (بسكويت الزنجبيل) وهو نوع من البسكويت مضاف إليه بعض أنواع البهارات، جلبه جورج نيكوبوليس (راهب أرماني) إلى أوروبا عام 1992، وكان الراهب قد ترك (نيكوبوليس) بأرمنيا الصغرى وانتقل للعيش في فرنسا بمقاطعة بونداروي بالقرب من مدينة بيثيفيرس وأقام بها لمدة سبع سنوات، وخلال إقامته علم الكهنة الفرنسيين وبعض السكان طريقة صنعه، بسكويت الزنجبيل كان في الأصل عبارة عن كعكة سميكة مصنوعة من التوابل ودبس السكر وكانت تُكلف الكثير لصنعها، لذلك توجهوا إلى صناعة بسكويت الزنجبيل من الفائض من عجين الخبز وكان أرخص ثمناً.
ومع فتح المسلمين لشبة الجزيرة الإيبيرية ويليها الحملات الصليبية ازدهرت تجارة التوابل وانتقلت تقنيات الطهي والمكونات الخاصة بالعرب لجميع أنحاء العالم حتى بلغت شمال أوروبا.
في العصور الوسطي كانوا يصنعون البسكويت من عجينة الخبز مزينة ومتبله ثم يتم خبزه أو من خبز مطهي ثم يضاف له السكر والتوابل ويتم خبزه مرة أخري.
الملك ريتشارد الأول ملك إنجلترا والذي يُعرف ب ريتشارد قلب الأسد جلب معه من الحملة الصليبية الثالثة (1189 – 1192) بسكويت المسلمين وكان مصنوع من دقيق مضاف له الشعير، الذرة ودقيق الفول.
يوجد بعض الكتابات في دير فادستينا التي تعود لعام 1444 والتي تحكي عن طريقة صنع بسكويت الزنجبيل سهل الهضم.

## أنواع البسكويت
يوجد أنواع مختلفة من البسكويت من أشهرها:
1. بسكويت سادة
2. بسكويت الشاي[6]
3. بسكويت النشادر[7]
4. بسكويت الليمون[8]
5. بسكويت البرتقال[9]
6. بسكويت الينسون[10]
7. بسكويت جوز الهند[11]
8. بسكويت بالعسل الابيض[12]
9. بسكويت اللوز[13]
10. بسكويت القرفة[14]
11. بسكويت مالح[15]
12. بسكويت بالكاكاو[16]
13. بسكويت محشي: من أشهر أنواع البسكويت المحشي:

1. البسكويت بالتمر[17]

## أضرار البسكويت
يؤدي الاستهلاك المفرط للبسكويت إلى الإصابة بمرض السكري والبدانة وغيره من الأمراض وذلك لأنه يحتوي على كميات كبيرة من السكر والسمن.

## مقرمشات
يحب الكثير من الناس أكل البسكويت المقرمش. ويفضلونه بصفة خاصة أن يكون «بدرجة» قرمشة معينة. لهذا تعمل مصانع البسكويت الرائدة على ابتكار أنواع لها خصائص يحبها الجمهور، وينظمون عملية الإنتاج والخلطة بحيث يكون الإنتاج هو البسكويت الذي يفضلهُ المستهلكون، ويحاولون بذلك ليس المحافظة على جمهورهم فقط بل وإغراء آخرين ليتمتعوا بمنتج فريد يسعدوا به في كل مرة، وبنفس الجودة.
المصانع الرائدة في بريطانيا وفرنسا وأمريكا وغيرها تعيين فيزيائي ليقوموا بابتكار أجهزة يمكن بها قياس «درجة قرمشة» الإنتاج، للحفاظ على جودة البسكويت، وكذلك لابتكار بسكويت لذيذ له درجات معينة من القرمشة.

## معرض صور

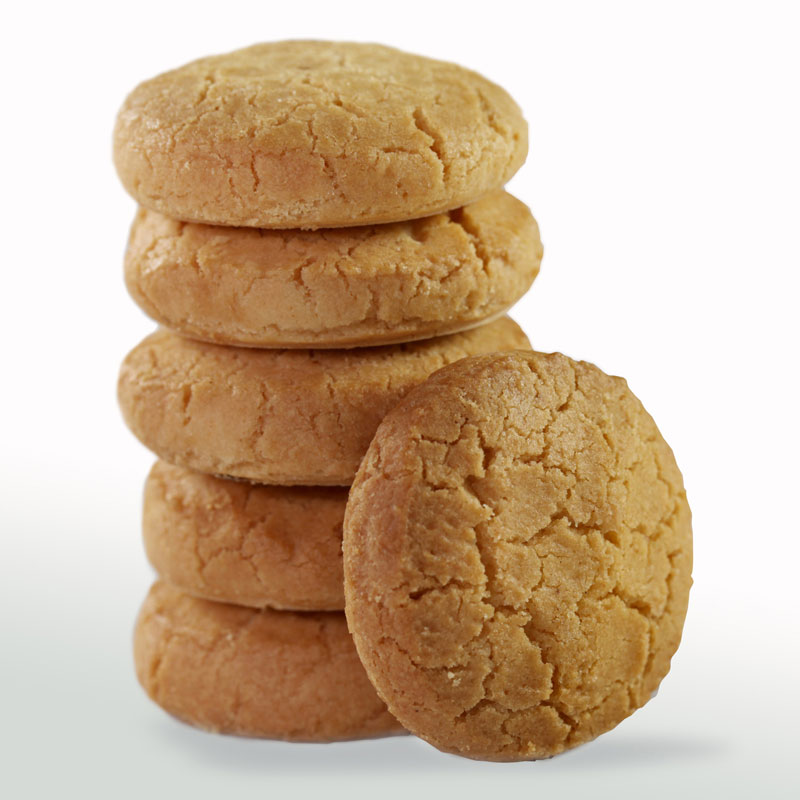
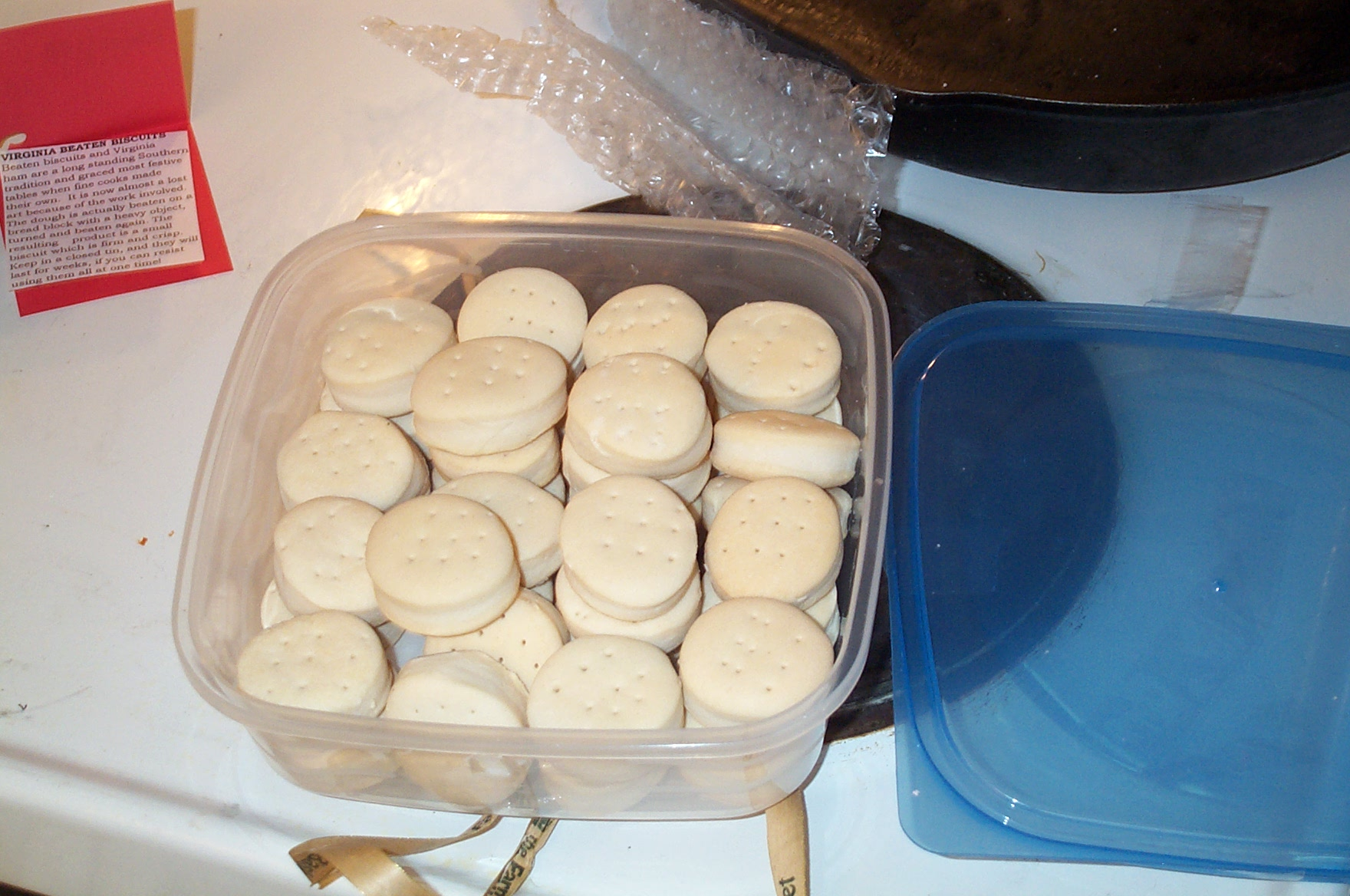
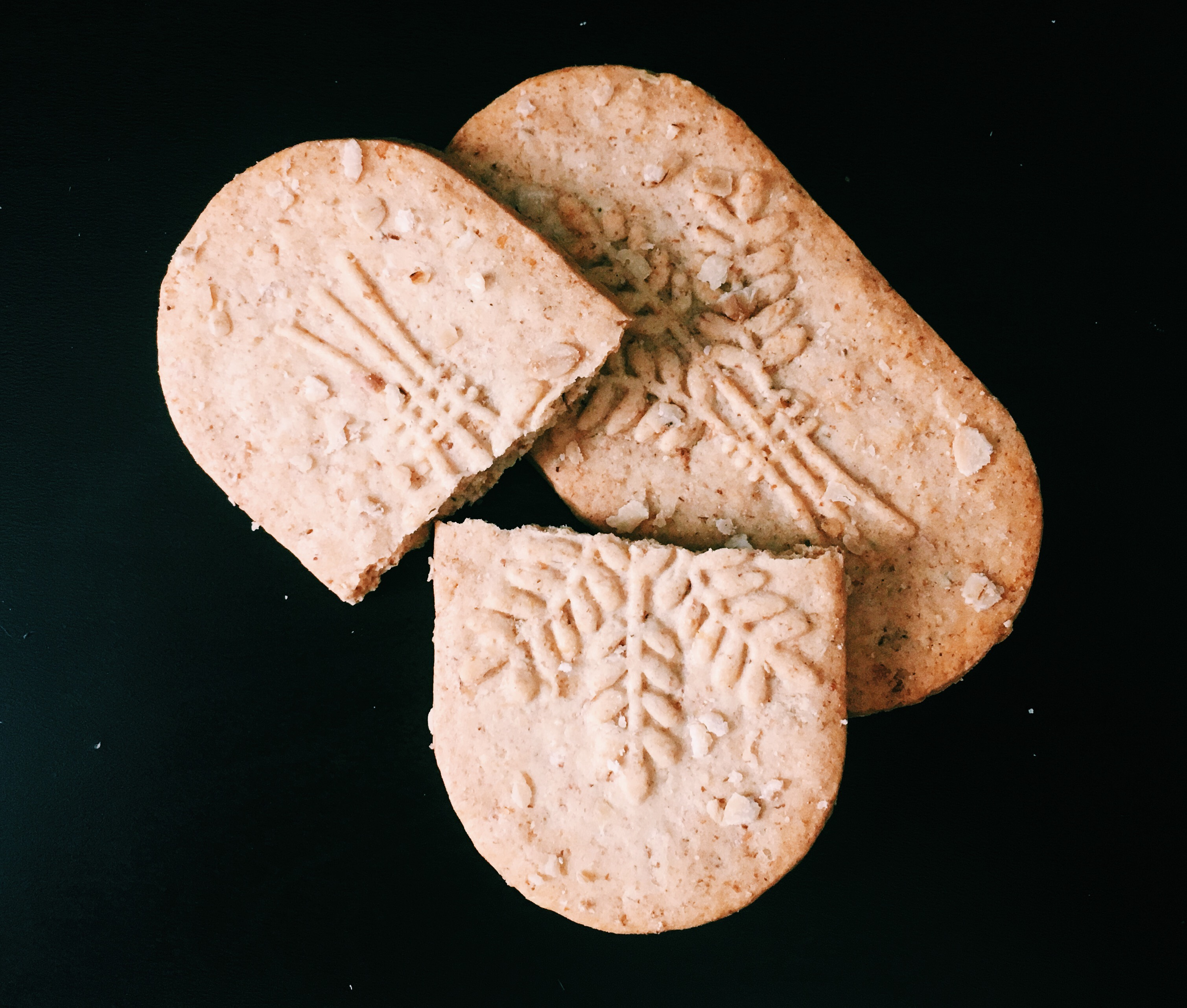

## وصلات خارجية
- طريقة تحضير البسكويت المحشي
- وصفات لعمل البسكويت من موقع شهيّة